# Bad Bank
Eine Bad Bank (engl. aus bad debt bank, dt. Bank für schlechte Verpflichtungen), auch Abwicklungsbank, Abwicklungsanstalt oder Auffangbank, ist ein gesondertes Unternehmen zur Aufnahme von Derivaten und Zertifikaten von in Zahlungsschwierigkeiten geratenen Emittenten und zur Abwicklung sogenannter notleidender Kredite sanierungsbedürftiger Banken. Ziel ist die Übertragung der Ausfallrisiken auf Dritte. Im Rahmen der Bewältigung einer Bankenkrise kann die Überführung solcher Kredite in eine Abwicklungsbank, für deren übernommenes Kreditportfolio der Staat mit seiner Zentralbank, ein Einlagensicherungsfonds oder eine Bankengruppe die Haftung übernimmt, eine Vorgehensweise darstellen, um eine akute Insolvenz abzuwenden. Trotz der Bezeichnung „Bank“ handelt es sich bei Bad Banks in der Regel nicht um Kreditinstitute im Sinne des Kreditwesengesetzes (KWG).
Auf das Bad-Bank-Konzept wurde im Verlauf der Finanzkrise ab 2007 unter anderem von Deutschland und den USA zurückgegriffen.

## Hintergrund
Kredite sind meistens mit einem Kreditrisiko behaftet, weil die Gefahr besteht, dass Schuldner sie nicht zurückzahlen können. Der Anteil an uneinbringlichen Kreditforderungen schwankt mit dem Konjunkturzyklus und mit der Sorgfalt bei der Kreditwürdigkeitsprüfung. Zur Abdeckung von mit Risiken behafteten Forderungen muss das Kreditinstitut diese mit Eigenkapital unterlegen. Übersteigen die Kreditausfälle die von der Bank tragbare Summe, so dass die Mindesteigenkapitalanforderungen für Kreditrisiken nicht mehr eingehalten werden können, kann der Bank ihre Geschäftserlaubnis entzogen werden, so dass sie abgewickelt werden muss. Unter Umständen muss die Bank Insolvenz anmelden. Sind mehrere Banken gleichzeitig betroffen, spricht man von einer Bankenkrise.
Die Abwicklung oder Insolvenz einer Bank (oder gar vieler Banken) führt zu einer Marktbereinigung im Sinne einer wettbewerbsorientierten Marktwirtschaft. Sie hat jedoch umfangreiche und zum Teil unabsehbare Folgen für Gläubiger, Anleger und Schuldner. Das Vertrauen auch in andere Banken sinkt, und die Geldanleger neigen zu größerer Vorsicht. Dies macht sich unter anderem darin bemerkbar, dass für Sparguthaben oder Kredite bei anderen Banken ein Risikoaufschlag bezahlt werden muss, und zwar in Form eines höheren Zinses. Wird im schlimmsten Fall die Kreditvergabe der Banken insgesamt eingeschränkt, so spricht man von einer Kreditklemme. In einer solchen Lage ist die für die normale Geschäftstätigkeit von Unternehmen notwendige Liquidität gefährdet und somit auch die Produktion bzw. das Angebot an Waren, obwohl Nachfrage vorhanden ist. Bankenkrisen entfalten somit umfangreiche volkswirtschaftliche Auswirkungen. Aus diesem Grund wird vielfach versucht, die Insolvenz von Banken und die Entstehung von Bankenkrisen zu vermeiden. Eines der möglichen Instrumente ist die Einrichtung einer Bad Bank. Daneben gibt es jedoch noch weitere Mittel, wie zum Beispiel eine Verstaatlichung oder staatliche Bürgschaften.

## Gründe für die Einrichtung
Eine Grundvoraussetzung für das Bankgeschäft ist das Vertrauen der Geschäftspartner und Kunden in die Bonität der Bank. Bei hohen Verlusten durch Kreditausfälle ist dieses bedroht. Wichtigstes Ziel der Sanierung muss es daher sein, Vertrauen wieder aufzubauen. Hierzu bedarf es unter anderem einer Rekapitalisierung, also der Zuführung neuen Eigenkapitals, da das bisherige durch die Verluste (teilweise) aufgezehrt wurde. Daneben ist es vor allem wichtig, sicherzustellen, dass im Kreditportfolio der Bank keine weiteren latenten Risiken mehr bestehen.
Dies ist schwierig, zumal die wahren Risiken eines Problemkredits erst nach dessen vollständiger Abwicklung feststehen. Klarheit würde also nur eine möglichst schnelle Abwicklung bieten. Eine zu schnelle Verwertung in der Krise würde aber die Erlöse deutlich reduzieren.
Die Auslagerung der Kredite in die Bad Bank soll daher die Möglichkeit schaffen, durch Kreditsanierung oder Sicherheitenverwertung ohne Zeitdruck möglichst gute Verwertungsquoten zu erzielen. Auf der anderen Seite soll die zu sanierende Bank sofort vom Risiko aus den ausgelagerten Krediten entlastet werden.

## Umsetzung
Die Abwicklungsbank (Bad Bank) kauft aus dem Gesamtportfolio die notleidenden Kredite. Hierzu tritt die zu sanierende Bank die Kreditforderungen an die Bad Bank ab und erhält, falls die Kredite sich nicht als ganz wertlos herausstellen, einen Kaufpreis, der den Nominalwert der Kredite abzüglich der erwarteten Verluste beträgt. Das Risiko höherer Verluste (und die Chance geringerer Verluste) trägt dann die Bad Bank. Hierdurch wird die zu sanierende Bank von der Haftung für dieses Portfolio befreit. Auch muss sie für das an die Bad Bank verkaufte Kreditportfolio kein Eigenkapital mehr vorhalten. Es entsteht jedoch mit der Transaktion ein Buchverlust in Höhe des Abschlags. Sofern die Bank diesen nicht aus dem Eigenkapital tragen kann, ist sie insolvent und benötigt zusätzliches Eigenkapital. Dieser Prozess wirkt wie eine Eigenkapitalzufuhr.
Die Abwicklungsbank selbst muss von außen ausreichendes Kapital zugeführt bekommen, um die Risiken aus dem Kreditportfolio tragen zu können. Da sie wie ein spezielles Inkassounternehmen arbeitet und nicht auf einen dauerhaften Geschäftsbetrieb ausgelegt ist, sondern als Zweckgesellschaft nach erfolgter Abwicklung des Portfolios aufgelöst wird, kann dies technisch über Bürgschaften des Staates erfolgen, sofern der Staat ein Interesse daran hat. Inwieweit der Staat dann aus den Bürgschaften in Anspruch genommen werden muss, hängt vom Ergebnis der Abwicklung ab. Bis dieses feststeht, kann viel Zeit vergehen. Einzelheiten der Umsetzung in Deutschland werden durch das Gesetz zur Fortentwicklung der Finanzmarktstabilisierung geregelt, das am 22. Juli 2009 im Bundesgesetzblatt verkündet wurde. In diesem Gesetz sind als Maximalzeitraum für die Tilgung zwanzig Jahre vorgesehen.

## Ordnungspolitische Diskussion
Kern des Konzeptes der Bad Bank ist die Haftungsübernahme der in der Bad Bank ausgelagerten Risiken durch Dritte (zum Beispiel den Staat). Das ist ordnungspolitisch fragwürdig. Zum einen werden die begünstigten Banken um die Risikokosten dieser Forderungen entlastet, hatten aber in der Vergangenheit die Risikoprämien, die mit den Geschäften verbunden waren, als Ertrag vereinnahmt. Dieser Aspekt kann über die Abschläge, mit denen die Forderungen von der Bad Bank übernommen wurden, oder über Besserungsscheine berücksichtigt werden.
Vor allem aber steht das Problem des Moral Hazard im Mittelpunkt der ordnungspolitischen Diskussion: Dadurch, dass Banken damit rechnen können, dass eine Abwicklungsbank ihnen die Risiken abnimmt und sie auf den Staat überträgt, wird ein Anreiz geschaffen, dass die Institute (im Vertrauen auf eine sichere Risikoüberwälzung) zu hohe Risiken eingehen.
Zudem muss angemerkt werden, dass eine Bad Bank nicht als klassischer Marktteilnehmer am Markt agieren kann. Zwar kann das Vertrauen in andere Banken wieder hergestellt werden, ein Vertrauen in eine Bad Bank seitens der Marktteilnehmer kann aber nicht erwartet werden. Daher ist eine Bad Bank bis zu ihrer erneuten Eingliederung in eine andere Bank auf staatliche Finanzmittel angewiesen. Dies würde einer Teilverstaatlichung gleichkommen.

## Beispiele
Das Konzept der Bad Bank in Form einer staatlichen Auffangstruktur wurde in den USA bereits während der Weltwirtschaftskrise eingesetzt. Rund fünfzig Jahre später wurde zur Bewältigung der Savings-and-Loan-Krise eine Bad Bank unter dem Namen Resolution Trust Corporation (RTC) gebildet.
Im Rahmen der Schwedischen Bankenkrise von 1990 bis 1992 wurde das Konzept der Bad Bank erfolgreich eingesetzt. Die notleidenden Kredite (immerhin in Höhe von 120 Prozent des Bruttoinlandsproduktes) wurden im Bankstödsnämnden (Amt zur Bankenunterstützung) gesammelt und dort erfolgreich abgewickelt. Vorher wurde jedoch die Nordbanken verstaatlicht, so dass die „Good Bank“ und die Bad Bank den gleichen Eigentümer hatten. Da die Immobilienpreise (deren Verfall die Krise ausgelöst hatte) sich in der Folge wieder festigten, war es möglich, die Verluste aus den Krediten zu einem Großteil wieder aufzufangen.
Die Bankaktiengesellschaft (BAG) mit Sitz in Hamm, eine nahezu 100-prozentige Tochter des Bundesverbandes der Deutschen Volksbanken und Raiffeisenbanken, ist ursprünglich aus dem Hammer-Bank-Skandal im Juni 1984 hervorgegangen. Das Geschäftsmodell der BAG sieht vor, im genossenschaftlichen Bankverbund von dem Mitgliedsbanken gekündigte oder aufgrund notwendiger Sanierungsmaßnahmen außergewöhnlich betreuungsintensive Kreditforderungen zu übernehmen; dabei operiert die BAG bundesweit.
Nach dem Berliner Bankenskandal wurde im Jahre 2001 von der Bankgesellschaft Berlin der unverkäufliche Immobilienteil abgetrennt und in die Berliner Immobilien Holding GmbH (BIH) ausgelagert, die unter anderem auch die öffentlichen Garantien im zweistelligen Milliardenbereich enthält. Die Bankgesellschaft Berlin wurde danach an den Deutschen Sparkassen- und Giroverband verkauft.
Am 24. Februar 2003 berichtete das Handelsblatt unter der Überschrift „Indiskretion nach Spitzentreffen – Bad Bank sorgt für Aufregung“, also zu einem Zeitpunkt, als von einer weltweiten Immobilien-, Kredit-, Banken-, Staatsfinanzen- und Weltwirtschaftskrise noch gar nicht die Rede war, über detaillierte Pläne zur Gründung einer oder mehrerer Bad Banks in Deutschland.
Auch in der Finanzkrise ab 2007 wurden Bad Banks in einigen Ländern geschaffen und in vielen Ländern diskutiert. So beabsichtigt die HSH Nordbank in Deutschland die Bildung einer Bad Bank. Da die Stadt Hamburg in diesem Falle bürgen müsste, wird die Errichtung einer Bad Bank auf politischer Ebene noch stark diskutiert. Ebenso geriet die ehemals größte Bank der Welt, die Citigroup, Anfang 2009 in Schieflage. Sie durfte problematische Vermögenswerte sowie unter anderem Konsumentenkredite und Handelsaktivitäten in eine Bad Bank überführen. Am 13. Mai 2009 hat die deutsche Bundesregierung, wie bereits erwähnt, den Entwurf eines Gesetzes zur Fortentwicklung der Finanzmarktstabilisierung gebilligt, das die Schaffung von Bad Banks fördern soll.
Am 11. Dezember 2009 wurde die Erste Abwicklungsanstalt (EAA) von der Bundesanstalt für Finanzmarktstabilisierung (FMSA) errichtet. Die EAA hat die Aufgabe, Risikopositionen der WestLB AG zu übernehmen und bis 2028 so abzuwickeln, dass der Verlust minimiert wird. Die EAA ist nach eigenen Angaben keine Bad Bank, ihr Geschäftszweck und ihre Errichtung nach dem FMStG erfüllen sowohl materiell als auch formell die Voraussetzungen einer Bad Bank. Sie ist eine öffentlich-rechtliche Abwicklungsanstalt und als solche ist sie weder ein Kreditinstitut im Sinne des Kreditwesengesetzes noch betreibt sie erlaubnispflichtige Bankgeschäfte im Sinne der EU-Richtlinie 2006/48/EG vom 14. Juni 2006. Zum Portfolio gehörten auch die inzwischen veräußerten Aktien der Westdeutschen ImmobilienBank, einer früheren 100%igen Tochtergesellschaft der WestLB.
Am 2. Oktober 2010 übertrug die verstaatlichte Bankenholding Hypo Real Estate (HRE) existenzbedrohende Wertpapiere und Kredite von über 12.500 Einzelpositionen in Wert von rund 173 Milliarden Euro in die neugegründete FMS Wertmanagement; etwa 7,4 Milliarden Euro davon waren Schulden von Griechenland (Stand Mai 2011).
Am 30. Oktober 2014 wurde die Hypo Alpe Adria umgewandelt in die Heta Asset Resolution als Auffanggesellschaft. Bereits im Jahr 2009 war die Hypo Alpe Adria von der Republik Österreich verstaatlicht worden.

## Weitere Begriffsverwendung
Die Bezeichnung Bad Bank wird weitergehend für Spezialbanken verwendet, die auf den Ankauf und die Verwertung notleidender Kredite spezialisiert sind. Für diese gilt das oben genannte. Jedoch muss die Bank, die Kreditportfolien verkauft, nicht zwingend in der Krise stehen. Kreditverkäufe können auch andere geschäftspolitische Gründe haben.
Auch für die Organisationseinheiten innerhalb einer Bank, die sich mit der Verwertung der notleidenden Kredite befassen, wird teilweise im Sprachgebrauch von einer Bad Bank gesprochen. So lagerte die Dresdner Bank 2003 bis 2005 notleidende Kredite in die konzerneigene Tochtergesellschaft IRU (Institutional Restructuring Unit) aus, die in der Öffentlichkeit teilweise als Bad Bank bezeichnet wird.

## Abgrenzung
Bad Banks im engeren Sinne liegen nur dann vor, wenn sie Portfolios von Banken übernehmen und von diesen dekonsolidiert sind (also nicht zu deren Konzern gehören) oder eigens für den Zweck einer Bad Bank gegründet wurden. Da sie formal nicht Kreditinstitute sind, gelten auch nicht die spezifisch für Kreditinstitute bestehenden Rechnungslegungsvorschriften und auch nicht das KWG. Im Gegensatz zur Bad Bank bezeichnet Zombiebank eine Bank, die trotz Insolvenz weiterhin Bankgeschäfte betreibt, da faule Kredite nicht abgeschrieben werden.